# Nora Volkow

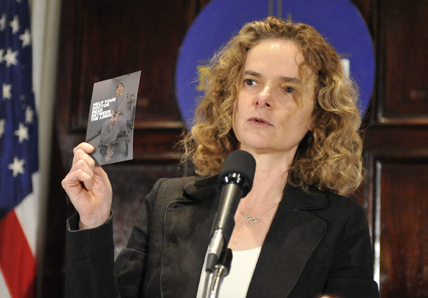
Nora Volkow in 2009.

Nora Volkow (Mexico-Stad, 27 maart 1956) is een Amerikaans medica. Sinds 2003 is zij directrice van het National Institute on Drug Abuse (NIDA).

## Geschiedenis
Volkow groeide op in het huis waar Leon Trotski werd vermoord en was zijn achterkleindochter. Zij promoveerde tot arts aan de Nationale Autonome Universiteit van Mexico (UNAM) en volgde de opleiding tot psychiater in New York. In mei 2003 werd zij directeur van de NIDA.
Alvorens zij verkozen werd in deze functie voerde zij baanbrekend onderzoek uit naar de achterliggende neurobiologie van verslaving. Humaan onderzoek door middel van PET en fMRI in gezonde en verslaafde proefpersonen leidde tot de belangrijke conclusie dat afwijkingen in de prefrontale cortex in verslaafden leidt tot beperkte mogelijkheden om dwangmatig handelen te onderdrukken.